# Heaven for Betsy
Heaven for Betsy ist eine US-amerikanische Sitcom, die vom 30. September 1952 bis zum 23. Dezember 1952 zweimal pro Woche dienstags und donnerstags jeweils 15 Minuten lang live auf dem Sender CBS ausgestrahlt wurde. In den Hauptrollen zu sehen waren das Ehepaar Jack Lemmon und Cynthia Stone. Die Serie basiert auf dem Sketch The Couple Next Door, den Lemmon und Stone regelmäßig in der Varieté-Show The Frances Langford/Don Ameche Show aufführten. Das Programm wurde von Pepsodent und Shadow Wave gesponsert.

## Handlung
Die Serie dreht sich um das frischvermählte Paar Pete Bell, ein Hilfseinkäufer in der Spielwarenabteilung eines New Yorker Vorstadtkaufhauses, und Betsy Bell, eine Sekretärin, die zur Hausfrau wurde. Betsy, die sich als die praktischere der beiden erweist, muss Pete immer wieder aus der Klemme holen.